# Epigomphus flinti
Epigomphus flinti – gatunek ważki z rodziny gadziogłówkowatych (Gomphidae).